# Epomophorus crypturus
Epomophorus crypturus es una especie de murciélago de la familia Pteropodidae, de color castaño claro o casi blanco, tiene parches blancos en la base de las orejas. Se la encuentra en Angola, Botsuana, República Democrática del Congo, Malaui, Mozambique, Namibia, Suazilandia, Tanzania, Zambia, y Zimbabue.

## Hábitat y alimentación
Habita en bosques ribereños o de hoja perenne.
Se alimenta de frutas.